# دهنو (مقاطعة فراشبند)
دهنو (بالفارسية: دهنو) هي قرية تقع في قسم دجغاه الريفي في إيران. يقدر عدد سكانها بـ 470 نسمة بحسب إحصاء 2016.